# Аббате, Никколо дель
Никко́ло дель Абба́те, реже: Нико́ло дель Аба́ти (итал. Nicolò dell'Abate, Niccolò dell'Abbate, Nicolò dell'Abati; ок. 1509, или 1512, Модена — 1571, Фонтенбло) — итальянский живописец, маньерист эмилианской школы. С 1552 года работал во Франции, где стал одним из создателей Школы Фонтенбло — главного центра искусства французского Ренессанса.

## Биография
Никколо родился в Модене (Эмилия-Романья) в 1509 или 1512 году в семье скульптора, в иной версии живописца Джованни дель Абате Старший (? —1559). Его обучение рисунку и живописи проходило сначала под руководством отца, а затем Антонио Бегарелли, скульптора из Модены, который восхищался творчеством Рафаэля и Корреджо. Художниками были и другие члены семьи: брат Никколо — Пьетро Паоло Старший (?—1575) и (внук?) Пьетро Паоло Младший (1592—1630). Художниками стали и сыновья Никколо: Джулио Камилло, возможно, также Кристофоро, известный во Франции как Кристоф Лаббе, и Джованни дель Абате Младший, о последних имеются сведения об их работе в Париже с 1585 по 1593 год. Внучатый племянник Никколо — Эрколе Аббате Моденский (1573—1613), был одним из его учеников.
Его первой задокументированной работой, выполненной в сотрудничестве с Альберто Фонтана, является создание декоративного фриза в Palazzo dei Beccherie (1537) в Модене, затем последовали аналогичные декоративные работы по заказам графов Боярдо и, возможно, фрески лоджии Палаццо Казотти в Реджо-Эмилии (некоторые фрагменты сохранились в городской галерее Эстензе и в Сан-Джиминьяно. Роберто Лонги приписывает художнику примерно в этот период алтарную картину «Мадонна с Младенцем со святыми Петром и Павлом», хранившуюся в моденской церкви Сан-Пьетро, где также находился алтарный образ «Мученичество святых Петра и Павла», перешедший в Дрезденскую галерею и погибший во время Второй мировой войны. Живопись Никколо дель Аббате в Модене складывалась под влиянием художников феррарской школы Гарофало и Доссо Досси.
В 1547 году Никколо переехал в Болонью. Большая часть его картин этого периода представляет пейзажи и аристократические сцены охоты и куртуазной любви, часто встречающиеся в мифологических повествованиях. В этих произведениях появились заметные влияния живописи Корреджо и Пармиджанино.
В 1552 году Никколо дель Аббате прибыл во Францию по рекомендации работавшего в Фонтенбло Франческо Приматиччо, представленной королю Генриху II. В течение двух лет после приезда он разрабатывал проект оформления интерьера замка Фонтенбло в честь коннетабля Франции Монморанси, Анн де Анн де Монморанси (подготовительный рисунок хранится в Лувре). Никколо дель Аббате и французский художник Жоффруа Дюмустье оформили в замке Фонтенбло бальный зал и Галерею Одиссея. Эти интерьеры не сохранились, они были снесены в 1697 году. Однако они остались запечатлёнными на гравюрах и шпалерах.
В Париже Аббате расписал плафон Отеля де Гиз (позднее разрушен) по эскизам Приматиччо. Он также выполнял частные заказы на картины по мифологическим сюжетам, изображающих древних героев, помещенных в современные пейзажи. Он разработал серию картонов для шпалер под названием «Месяцы, или арабески» (Les Mois Arabesques), некоторые из этих эскизов использовали мастера прославленных лиможских эмалей и, в частности, знаменитый мастер Леонар Лимозен.
Значительная часть произведений Никколо дель Аббате, созданная во Франции это временные, эфемерные праздничные декорации, воздвигнутые для празднования особых случаев придворной жизни, например, декорации по случаю триумфального въезда в Париж короля Карла IX и его невесты Елизаветы Австрийской. Его последними произведениями, написанными в 1571 году, стали шестнадцать фресок, которые были выполнены при помощи его сына Джулио Камилло. В том же году Никколо умер в Фонтенбло, Франция.

## Творчество
Более всего Никколо дель Аббате известен так называемыми «мифологическими пейзажами», которые ввели старую «фламандскую манеру» во французское искусство, такими как «Орфей» и «Пейзаж со смертью Эвридики» в Национальной галерее в Лондоне или «Похищение Прозерпины» в Лувре. Декоративные росписи Аббате в замке Фонтенбло положили начало распространению маньеризма во Франции. В этот же период Никколо дель Аббате написал картину «Смерть Эвридики» (Morte di Euridice), которая хранится в Национальной галерее в Лондоне.

 «Сильнейшей стороной таланта Аббате было природное чувство цвета. Расчистки росписей Большого зала выявили тёплый колорит его работ и подвижность мазка. С большим мастерством написаны пейзажные фоны, опоэтизированные подлинным чувством природы»
В собрании парижского Лувра хранится коллекция рисунков художника. Многие из его картин «легкомысленного содержания» были сожжены в 1643 году австрийской регентшей Анной. Но многие пейзажи оказали влияние на художников XVII века Клода Лоррена и Никола Пуссена.

## Галерея

Аллегорическая фигура. Бумага, карандаш, перо, чернила, кисть, гуашь, белила. Художественный музей Кливленда, США
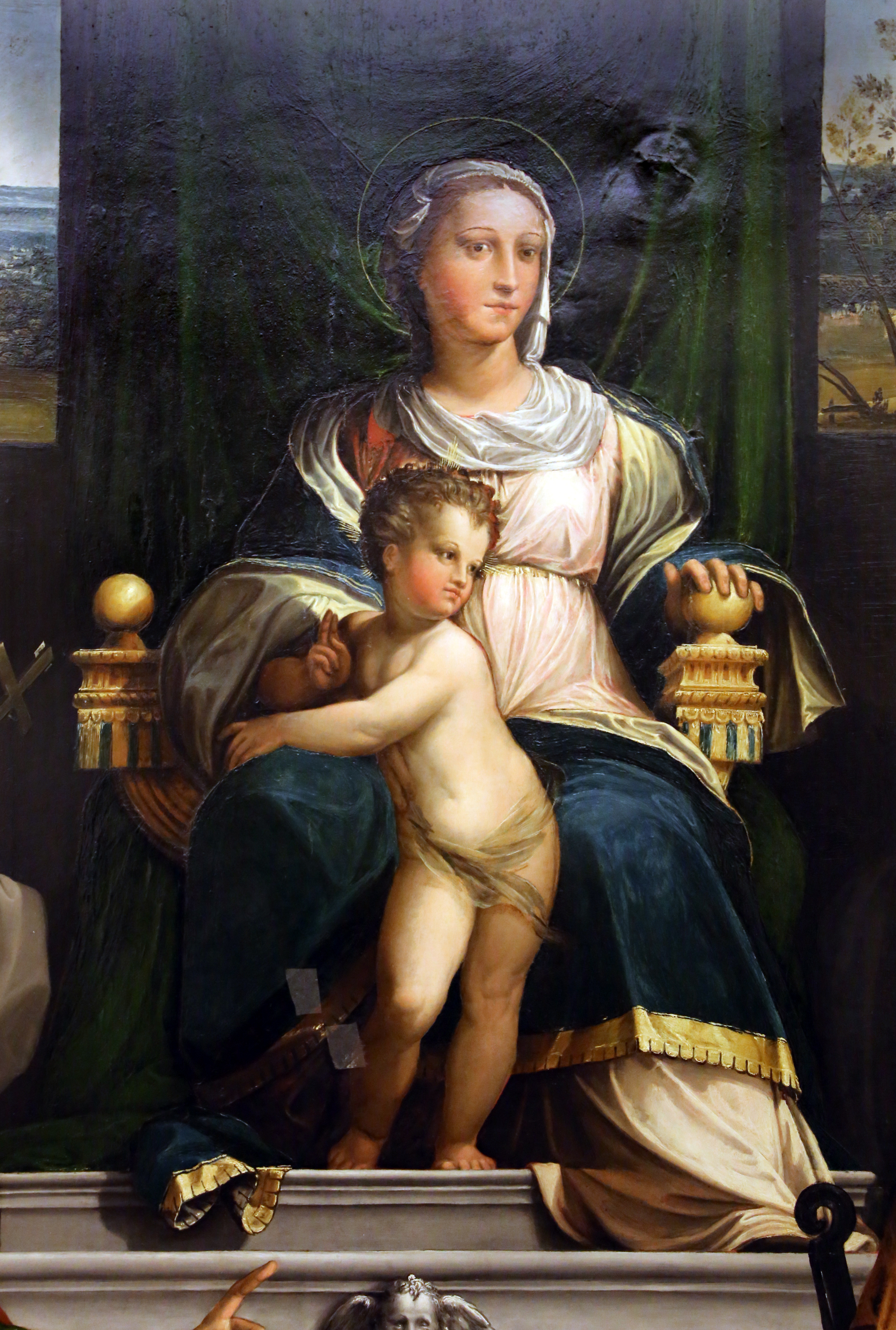
Мадонна на троне с Младенцем и святыми Франциском, Кьярой, Иаковом и Лаврентием. Деталь. Ок. 1540. Муниципальный музей, Модена
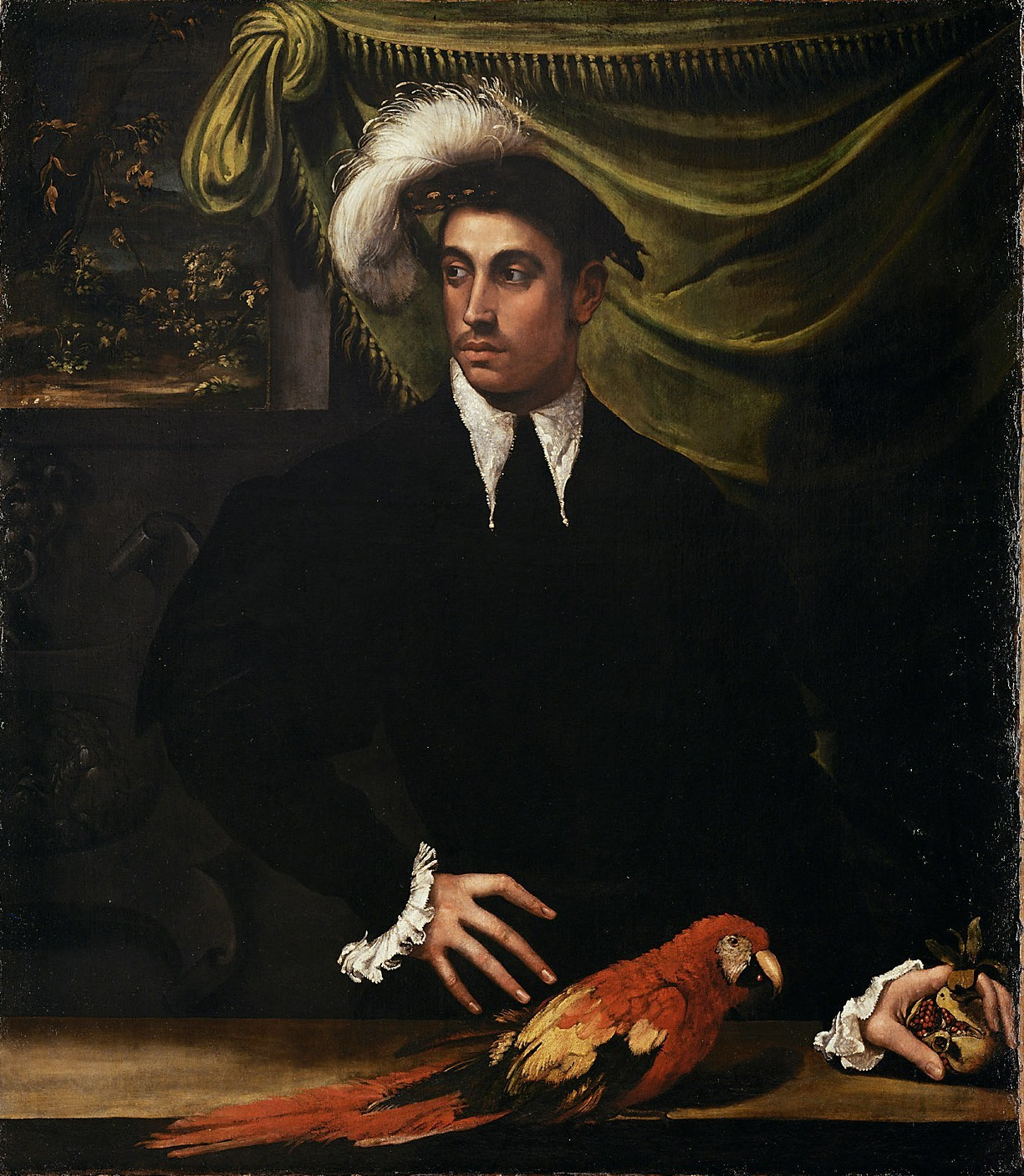
Юноша с петухом. 1540-е. Холст, масло. Музей истории искусств, Вена
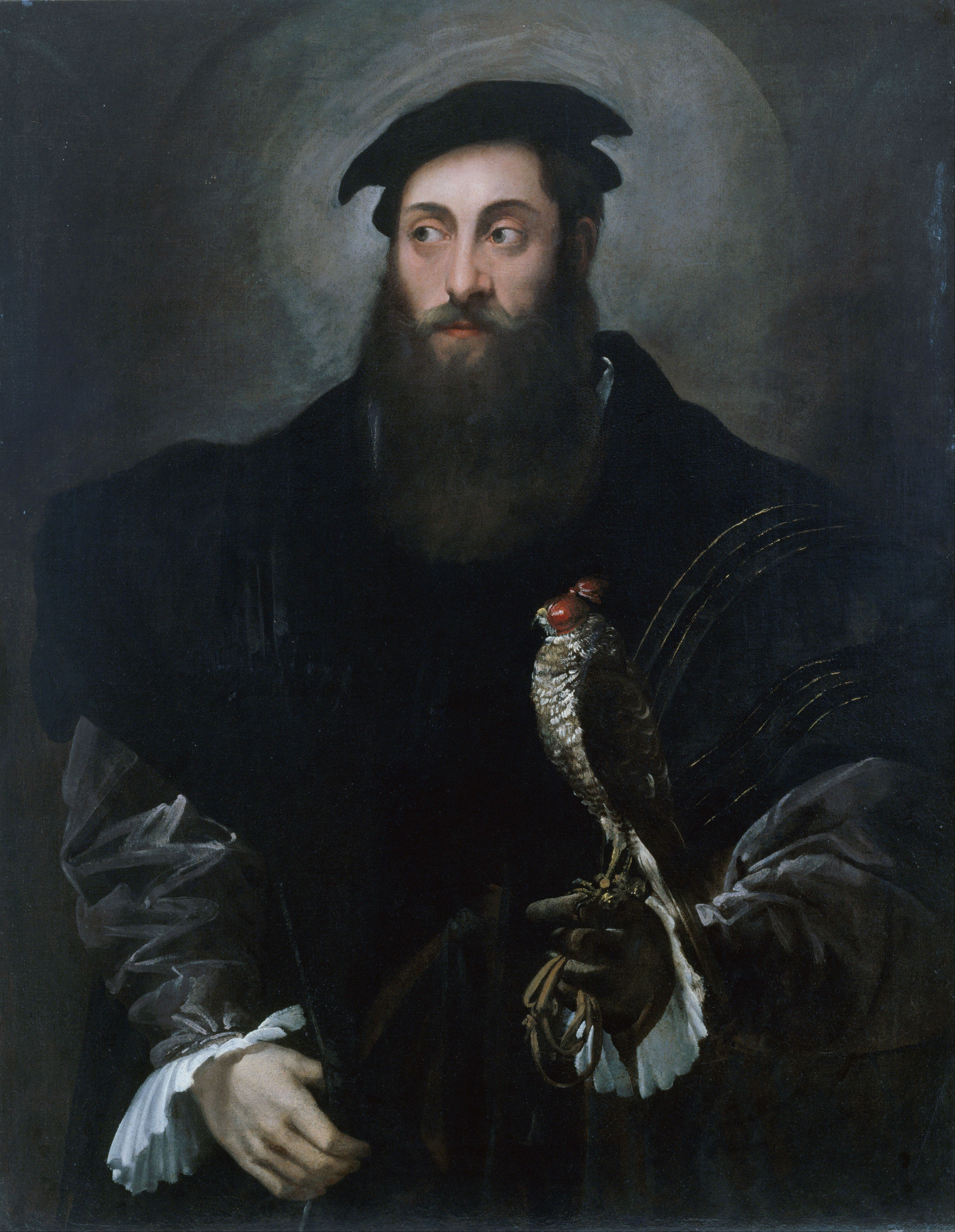
Портрет кавалера с соколом. Ок. 1548. Холст, масло. Художественная галерея Нового Южного Уэльса, Сидней, Австралия
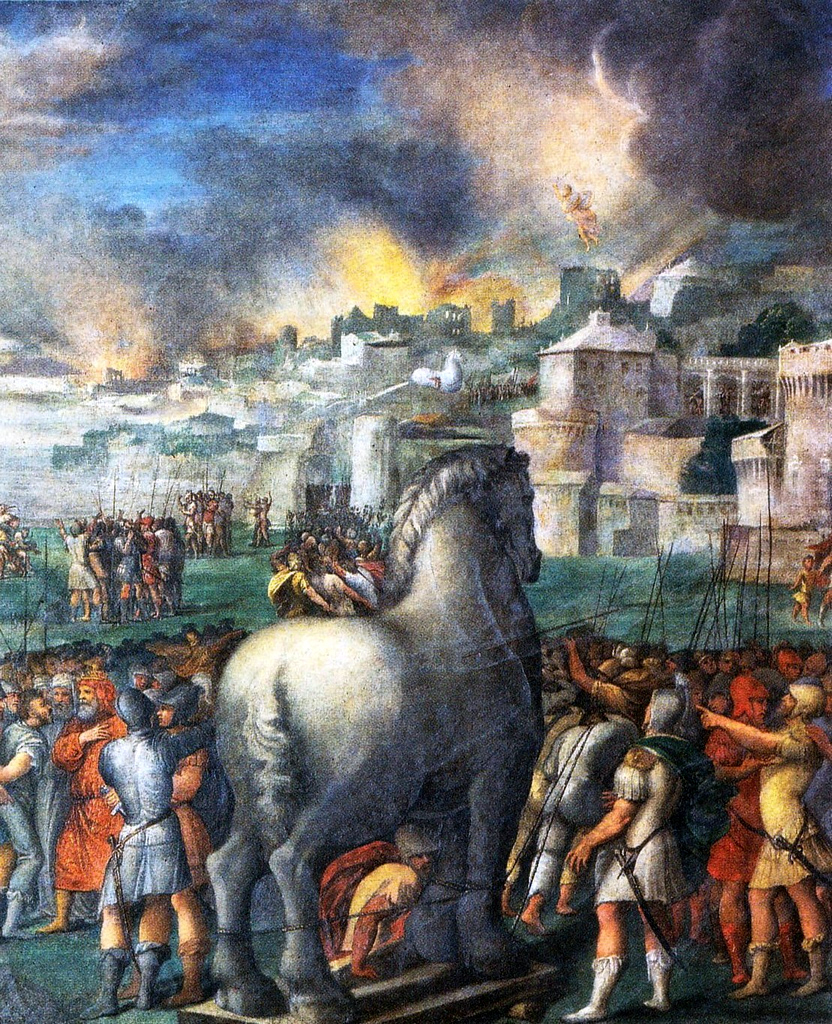
Троянский конь. 1540. Фреска. Галерея Эстензе, Модена
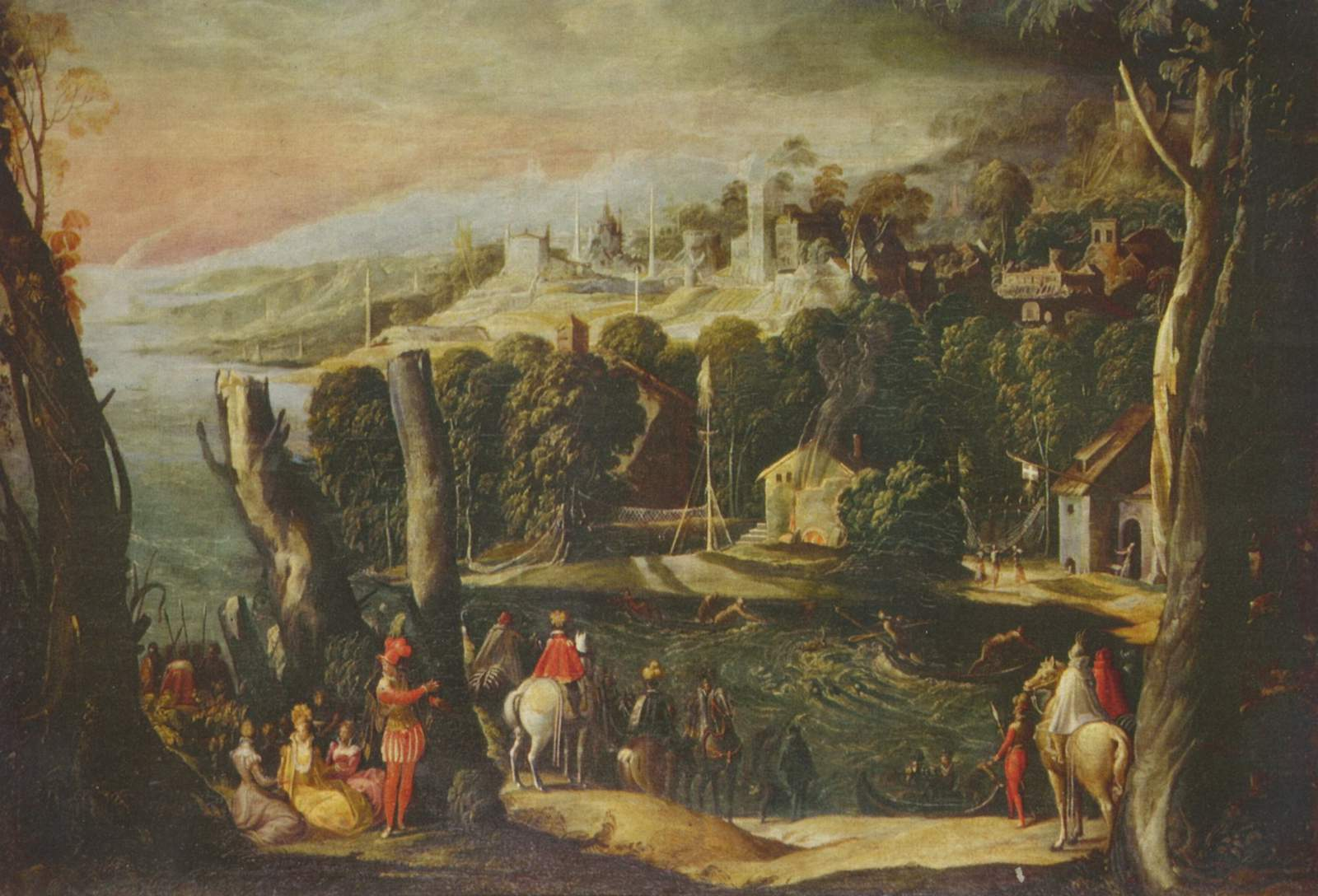
Пейзаж с дамами и всадниками. Холст, масло. Галерея Боргезе, Рим
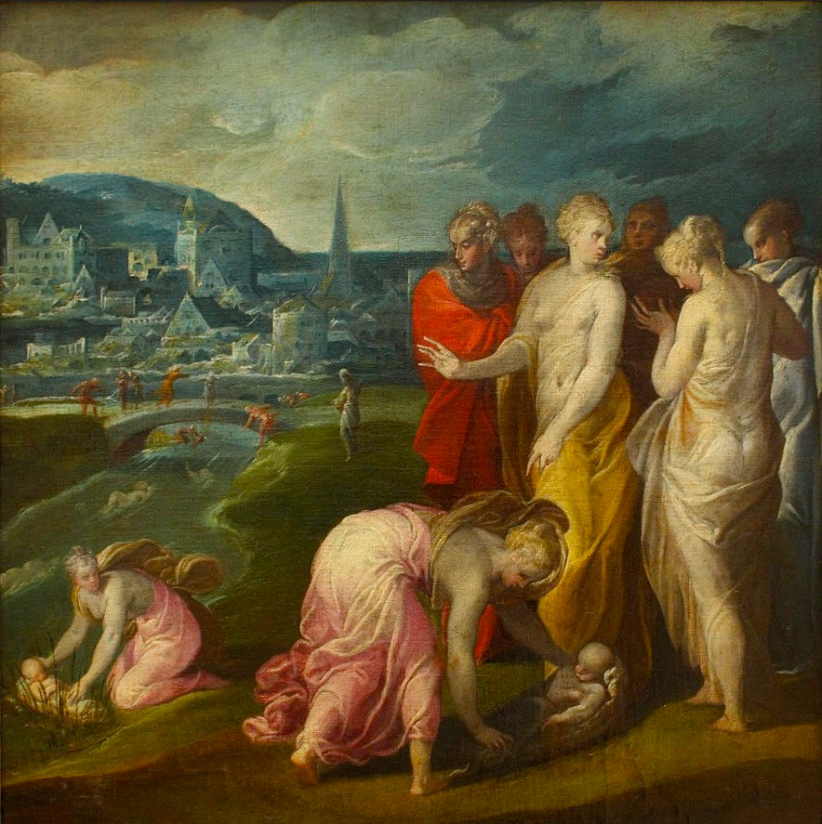
Нахождение Моисея. Ок. 1550. Лувр, Париж
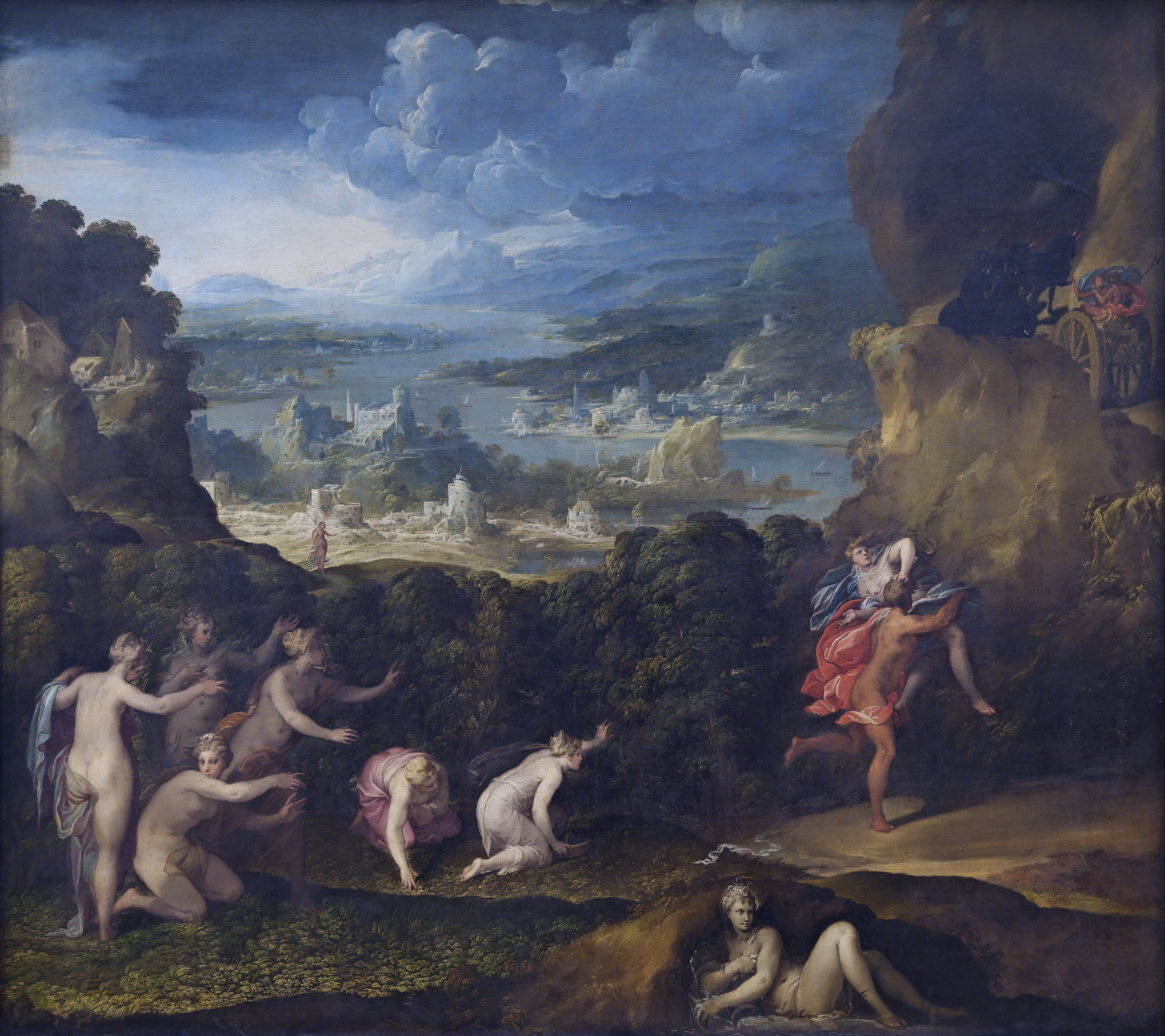
Похищение Прозерпины. Между 1552 и 1570. Холст, масло. Лувр, Париж
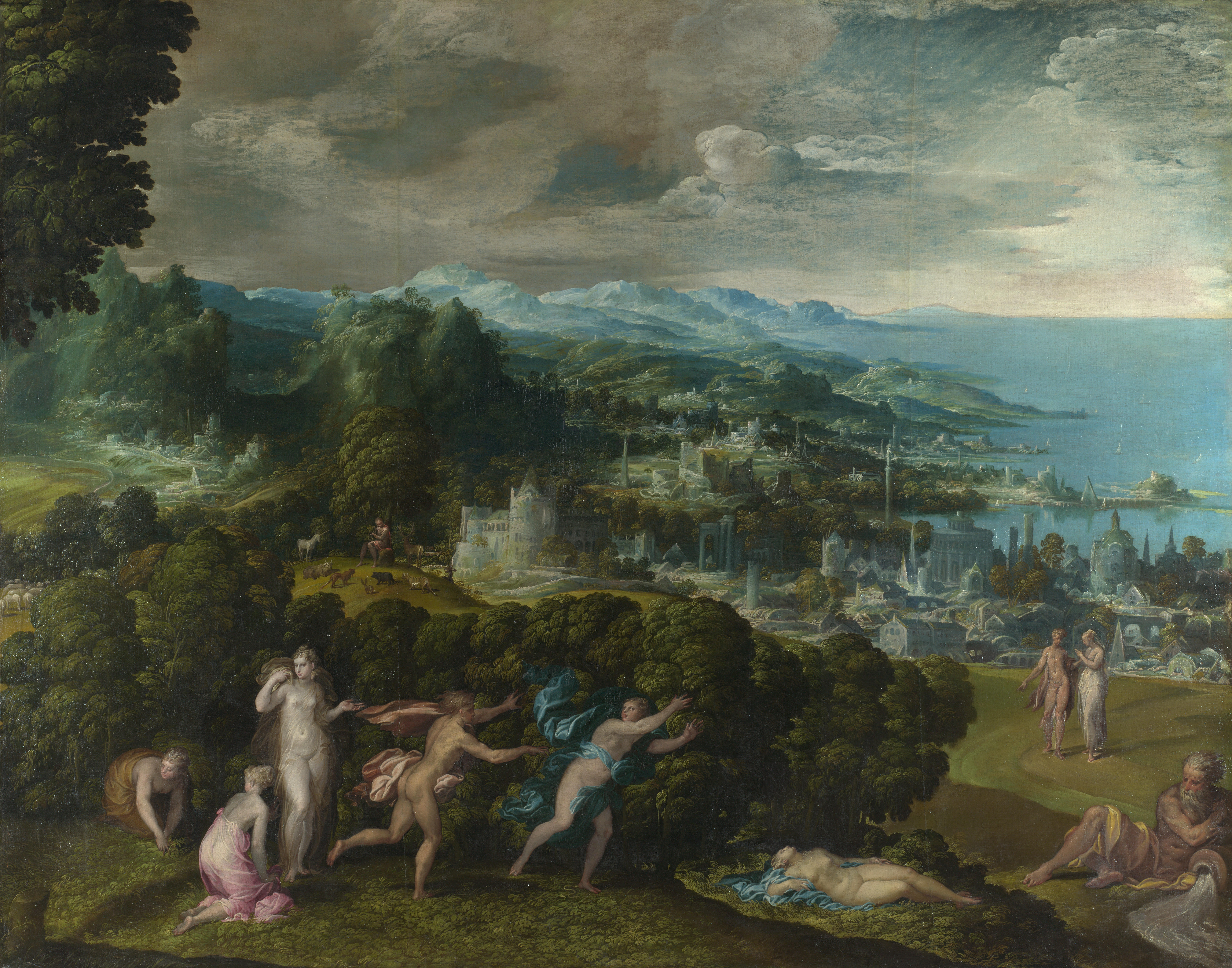
Смерть Эвридики. Между 1552 и 1571. Холст, масло. Национальная галерея, Лондон
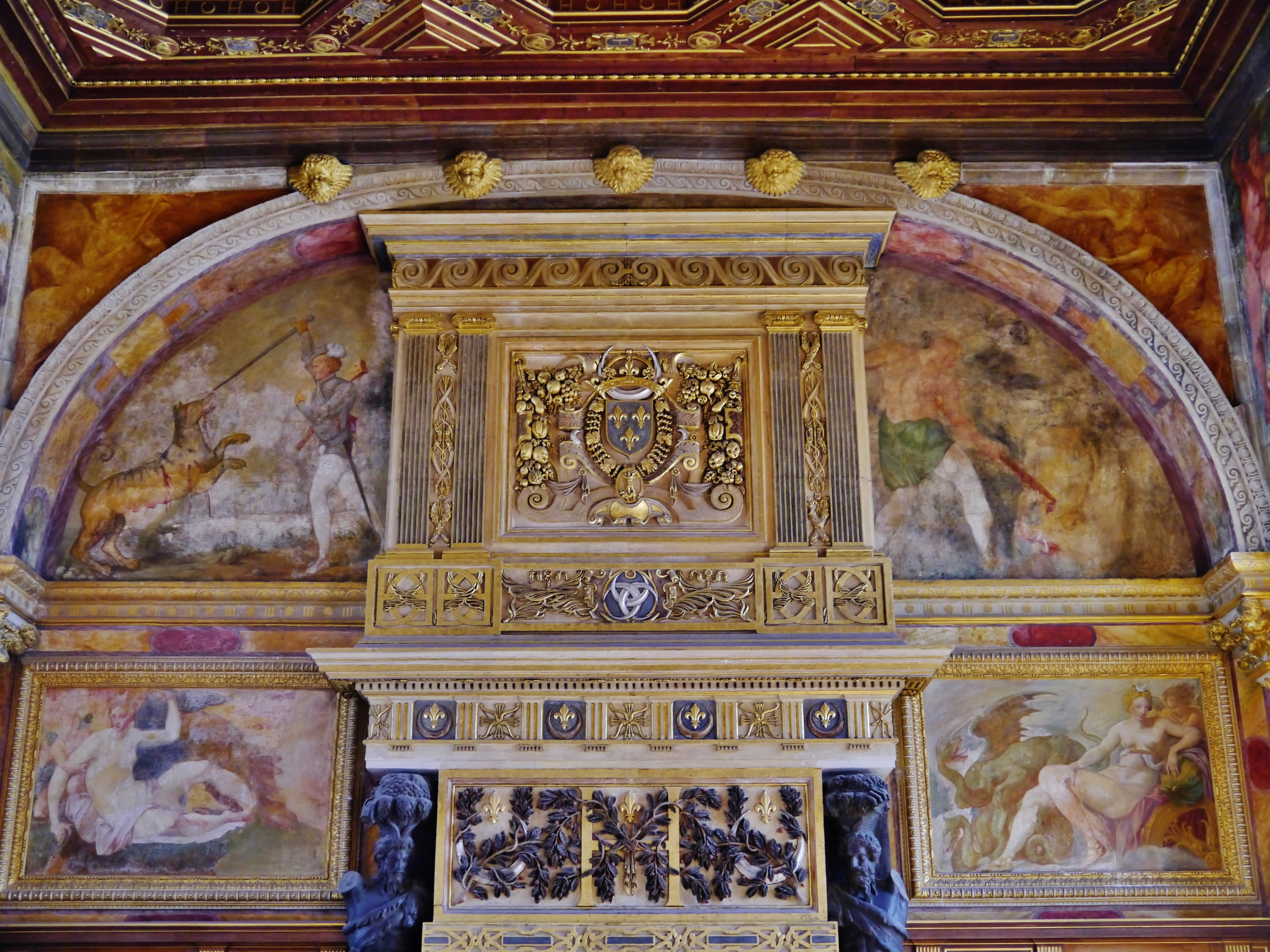
Фрески Бального зала. Замок Фонтенбло
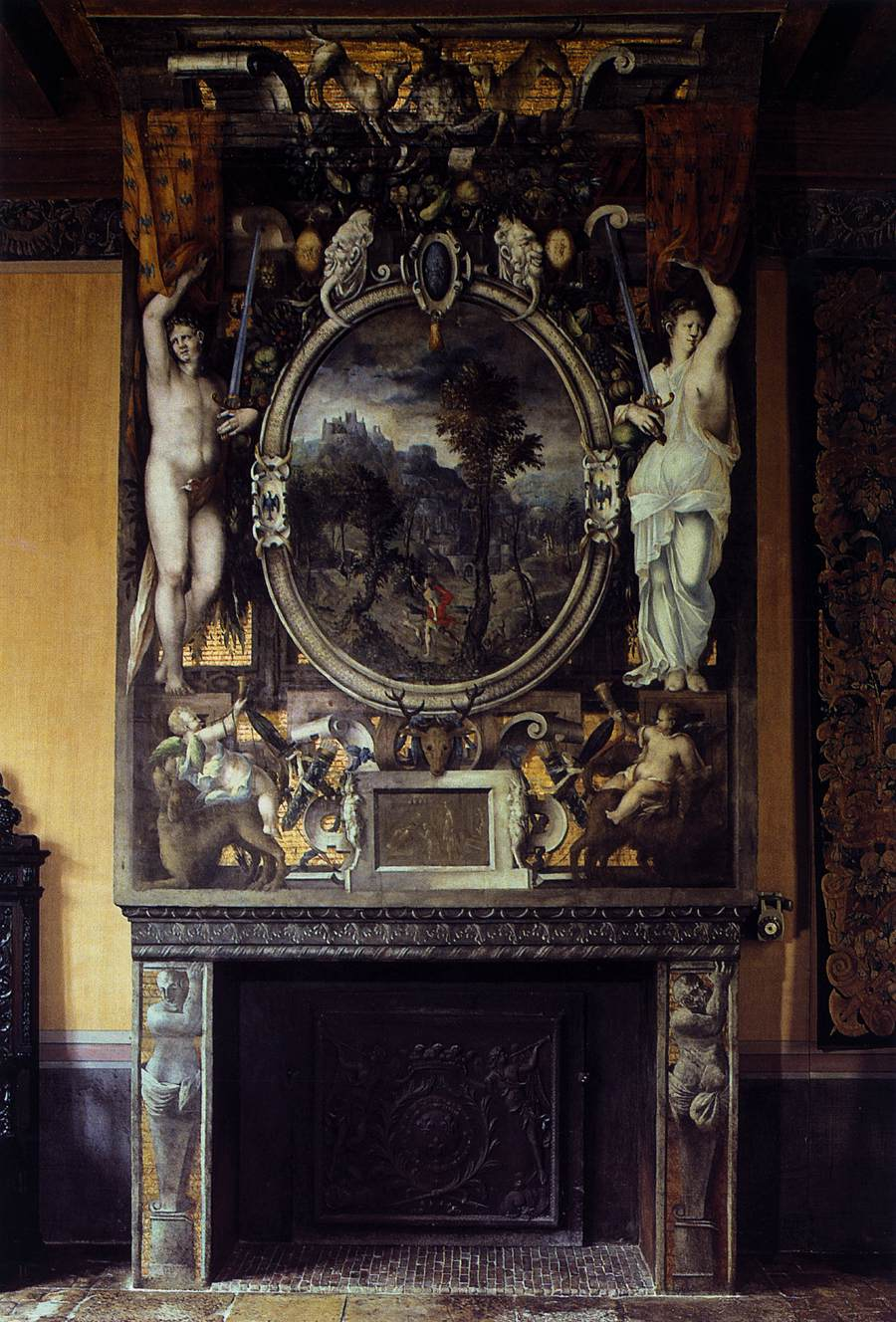
Камин. Ок. 1552. Замок Экуан
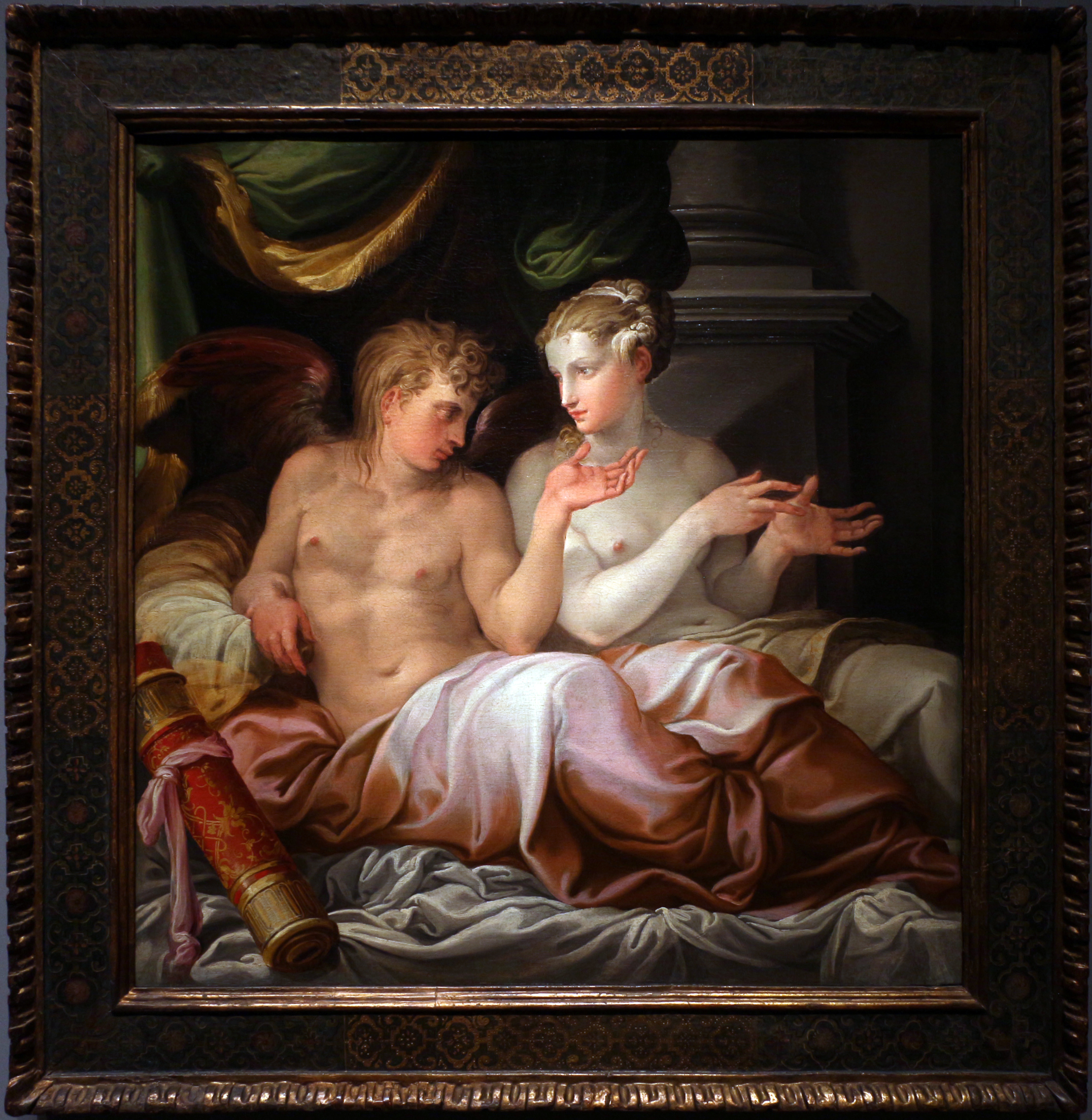
Эрос и Психея. Между 1550 и 1570. Детройтский институт искусств, США